# Андрійченко Наталія Георгіївна
Андрійченко Наталія Георгіївна (нар. 10 червня 1966, Миколаїв) — українська кінорежисерка. Лауреатка Державної премії України імені Олександра Довженка. Член Експертної комісії з питань кінематографії Державного агентства України з питань кіно. Член Національної спілки кінематографістів України.

## Життєпис
У 1991 році закінчила режисерське відділення Київського державного інституту театрального мистецтва імені І. К. Карпенка-Карого (майстерня В.Кісіна).

## Фільмографія
- Фокстрот (1989)
- Недільна втеча (1990)
- Ніч про кохання (1991)
- Шамара (1994)

## Нагороди
- Державна премія України імені Олександра Довженка 1996 року — за вагомий внесок у розвиток вітчизняного кіномистецтва[4].